# Rijksweg 37
Der Rijksweg 37 (Abkürzung: RW 37) – Kurzform: Autosnelweg 37 (Abkürzung: A37) –  ist eine niederländische Autobahn, die vom Knooppunt Hoogeveen durch die Provinz Drenthe über Emmen bis zur deutschen Grenze bei Zwartemeer / Twist, nahe der Ortschaft Hebelermeer verläuft. Dort geht sie in die Bundesstraße 402 über.
Die A37 ist Teil der Europastraße 233.

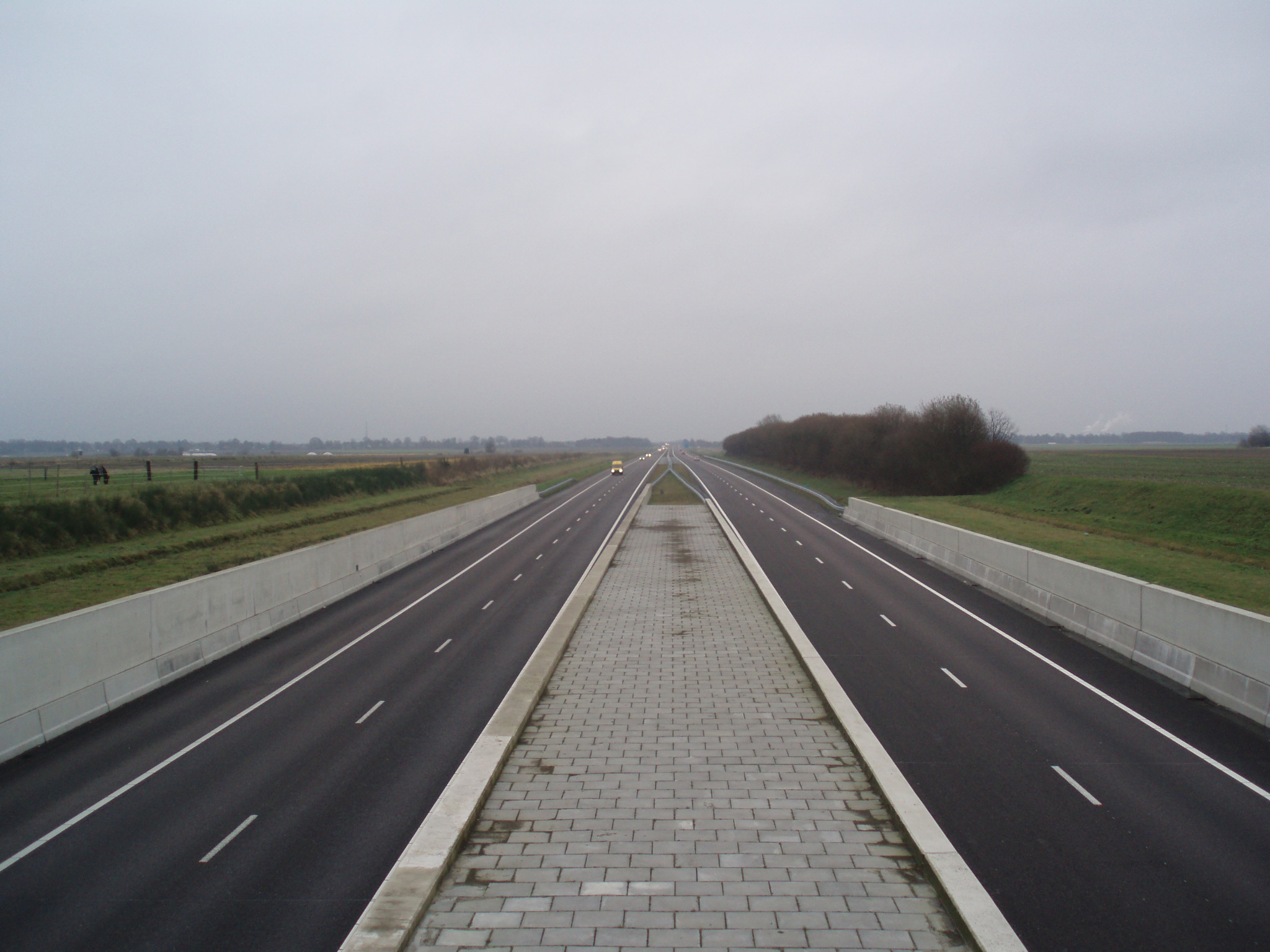
Die Autobahn A37 bei Erica

Ende der 1990er Jahre wurde damit begonnen, die damalige N37 zu einer Autobahn mit 2 × 2 Fahrspuren zu erweitern. Das erste Stück zwischen dem Knooppunt Hoogeveen und dem Knooppunt Holsloot wurde 2003 für den Verkehr freigegeben. Ende Oktober 2007 wurde dann auch das letzte Teilstück zwischen dem Knooppunt Holsloot und der Grenze freigegeben. Auf deutscher Seite führt die B402 weiter und erreicht nach etwa 2,7 km, an der Anschlussstelle Meppen, die A31.
Hauptargument für den Neubau war die hohe Anzahl an tödlichen Unfällen auf der N37. Dazu kam, dass die Wirtschaft der Provinz eine bessere Autobahnanbindung wünschte.
Die offizielle Eröffnung der Autobahn war am 21. Januar 2008. Bei der Eröffnungsfeier waren u. a. der niederländische Verkehrsminister Camiel Eurlings und der deutsche Minister Wolfgang Tiefensee zu Gast. Die A37 ist Teil der Schnellverbindung zwischen der Randstad und den norddeutschen Großstädten Hamburg und Bremen sowie Skandinavien.

## Überquerte Gewässer
- Hoogeveense Vaart
- Oranjekanal

## Lärmschutzwand und Gewerbepark
Zwischen Klazienaveen und Zwartemeer wurde zum Schutz vor Feinstaub und Verkehrslärm eine Lärmschutzwand errichtet. Sie wurde am 22. Februar 2007 in Betrieb genommen.
An der A37, im A37 Business Park, sollte die TruckCity Emmen errichtet werden, ein 6,2 Hektar großes Areal mit einem bewachten Parkplatz und einer LKW-Werkstatt.
Später stellte sich heraus, dass die erste TruckCity in den Niederlanden in Rotterdam entstehen sollte und nicht in Emmen. Am 31. März 2010 wurde bekannt, dass doch eine TruckCity neben der A37 bei Emmen mit einem neuen Investor entstehen soll.

## Kunst-Objekte entlang der A37

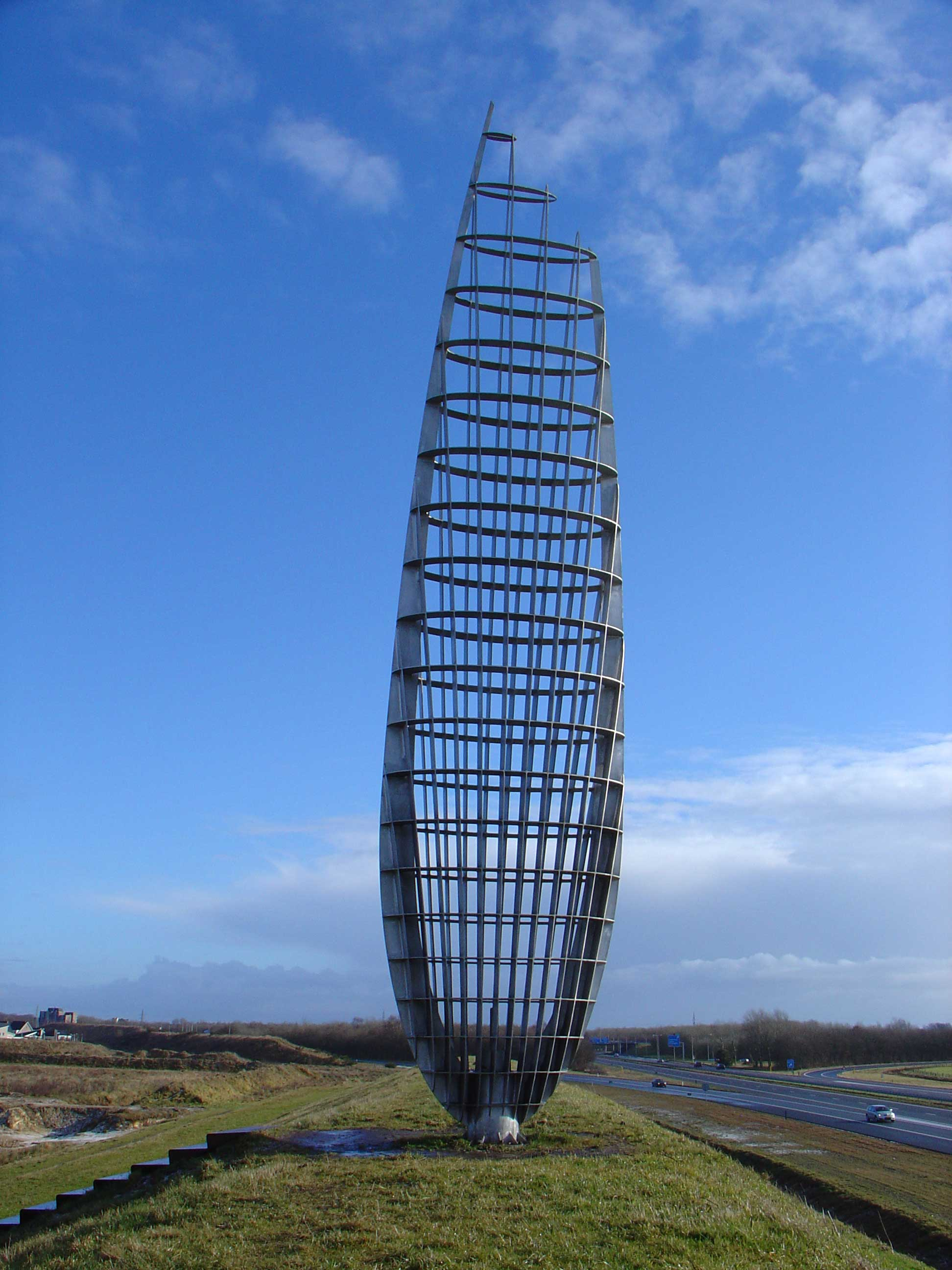
Kunstwerk bei Hoogeveen von Rudi van de Wint

- Bei Hoogeveen Richtung Emmen steht auf einem 20 Meter hohen Hügel ein Bild aus der Reihe Velden van Nevel von Rudi van de Wint.
- Zwei Gewinner-Kunstwerke eines Kunstwettbewerbes der Stadt Emmen stehen vor den Ausfahrten Veenoord und Zwartemeer. Dabei handelt es sich um ein Graffiti auf einer Holzwand und einem großen Schmetterling.